# Konstantin Georgiyevich Zyryanov
Konstantin Georgiyevich Zyryanov (sinh ngày 5 tháng 10 năm 1977 ở Perm) là một cựu tiền vệ người Nga hiện đã giải nghệ.

## Sự nghiệp

### Sự nghiệp câu lạc bộ
Tiền vệ của Zenit St Petersburg được bầu là Cầu thủ xuất sắc nhất năm của Nga vào năm 2007 nhờ vào khả năng ghi bàn theo kiểu độc diễn của anh khi anh ghi 6 bàn ở giải vô địch quốc gia cho Zenit.
Zyryanov cũng có thể chơi ở hàng hậu vệ và nếu cần có thể chơi như một cầu thủ kiến tạo dưới thời huấn luyện viên Dick Advocaat.
Vào năm 2008, anh ghi bàn trong trận gặp Bayern Munich ở bán kết cúp UEFA để đưa đội bóng vào chung kết gặp Rangers. Sau đó anh còn ghi một bàn trong trận chung kết để giúp Zenit thắng 2-0 và lên ngôi vô địch.

### Thi đấu quốc tế

#### Euro 2008
Vào ngày 14 tháng 6 năm 2008, Zyryanov ghi bàn cho đội tuyển Nga ở phút 33 trong trận gặp đội tuyển Hy Lạp ở Euro 2008. Nga thắng trận 1-0. Anh sau đó được chọn vào đội hình tiêu biểu của Euro 2008.

## Cuộc sống riêng tư
Nỗi buồn đã dồn dập đến với Zyryanov vào tháng 8 năm 2002 khi vợ anh nhảy từ tầng 8 của căn hộ và bế theo đứa con gái 4 tuổi. Con gái anh chết ngay trong tối hôm đó và vợ anh chết một tháng sau. Bố và anh trai anh chết hai năm sau đó. Người vợ mới Natasha hạ sinh đứa con đầu tiên vào ngày 20 tháng 9 năm 2008.